# Sesto Pomponio
Sesto Pomponio (in latino Sextus Pomponius; ... – II secolo) è stato un giurista romano.
Fu anche insegnante e (presunto) titolare di ius respondendi negli anni in cui regnarono gli imperatori Adriano, Antonino Pio e Marco Aurelio.

## Biografia
Della sua vita si hanno notizie incerte. Alcuni studiosi francesi, attraverso l'attenta analisi dei frammenti delle sue opere pervenuti fino a noi, collocano la sua nascita ai primi decenni del II secolo d.C.
Ebbe come maestri Nerazio Prisco e Giuvenzio Celso Figlio.
Secondo questo primo filone storiografico, non vi sarebbe traccia, nelle fonti, di cariche politiche attribuite a Pomponio, né sarebbe menzionato tra i giuristi muniti di ius respondendi. Ciò ha indotto questa dottrina ad ipotizzare che la sua opera si sia limitata all'attività didattica e di scrittore di opere giuridiche fino all'età di 78 anni.
Secondo altri studiosi tedeschi, ci sono prove e testimonianze che Pomponio sia stato contemporaneo (ma più giovane) di Gaio, di cui fu collega e rivale: questi storiografi ritengono di poter indicare l'anno 115 come data di nascita di Pomponio, ma dubitano della congettura sulla durata della vita del giurista.
Non ci sono prove storiche certe della presunta appartenenza di Pomponio alla scuola dei Sabiniani.

## Opere
Fu un autore molto fecondo. Inaugurò il filone accademico della giurisprudenza, e si dedicò alla raccolta e riordino del materiale giuridico.
Le sue opere sono state scritte nel periodo che va dal regno di Adriano al regno di Marco Aurelio.
Della sua notevole produzione giuridica ci sono noti, attraverso i frammenti tramandati principalmente dai Digesta giustinianei:
- l’Enchiridion, un manualetto isagogico (cioè introduttivo) compilato a scopo di insegnamento, di incerta datazione (forse intorno al 150, sotto il regno di Antonino Pio). Ai compilatori sono pervenuti due esemplari dell'opera: il liber singularis enchiridii e i libri duo enchiridii, entrambi in cattivo stato. Per spiegare l'esistenza dei due esemplari, si è congetturato che il liber singularis contiene un estratto dei libri duo. Il manuale è diviso in tre parti: 
  - Magistratum nomina et origo, sulla storia delle magistrature e sull'evoluzione della giurisdizione;
  - Ius origo et processus, sulla nascita del diritto e sullo sviluppo delle fonti;
  - Auctorum successio, sulla storia della scienza giuridica basata sullo studio dei singoli giuristi.

- un commento Ad Edictum (riguardante lo ius praetorium) in 150 libri, andato perduto.
- 41 libri intitolati Variae lectionis;
- Il liber singularis regularum
- I libri ad Quintum Mucium, approfondito commento (organizzato in forma enciclopedica) in 39 libri alle opere del giurista romano Quinto Mucio Scevola
- I libri ex Plautio
- i Libri ad Sabinum, approfondito commento in 35 libri ai iuris civilis libri tres del giurista romano Masurio Sabino, anche questi organizzati in forma enciclopedica.

Un ampio frammento dell'Enchiridion, tratto dal capitolo De Origine Juris, e tramandatoci dal primo libro del Digesto giustinianeo è la fonte più autorevole per la conoscenza della giurisprudenza romana del periodo tardo repubblicano e del periodo classico.